# Villetelle
Villetelle é uma comuna francesa na região administrativa de Occitânia, no departamento de Hérault. Estende-se por uma área de 5,31 km². Em 2010 a comuna tinha 1 484 habitantes (densidade: 279,5 hab./km²).